# 西美鸥
西美鷗（Larus occidentalis），又名西方鷗，是一種生活在北美洲西岸的白頭海鷗。牠們以往被認為與加利福尼亞灣的黃腳鷗是同一物種。牠們分佈在华盛顿州及英屬哥倫比亞至下加利福尼亞州。

## 特徵

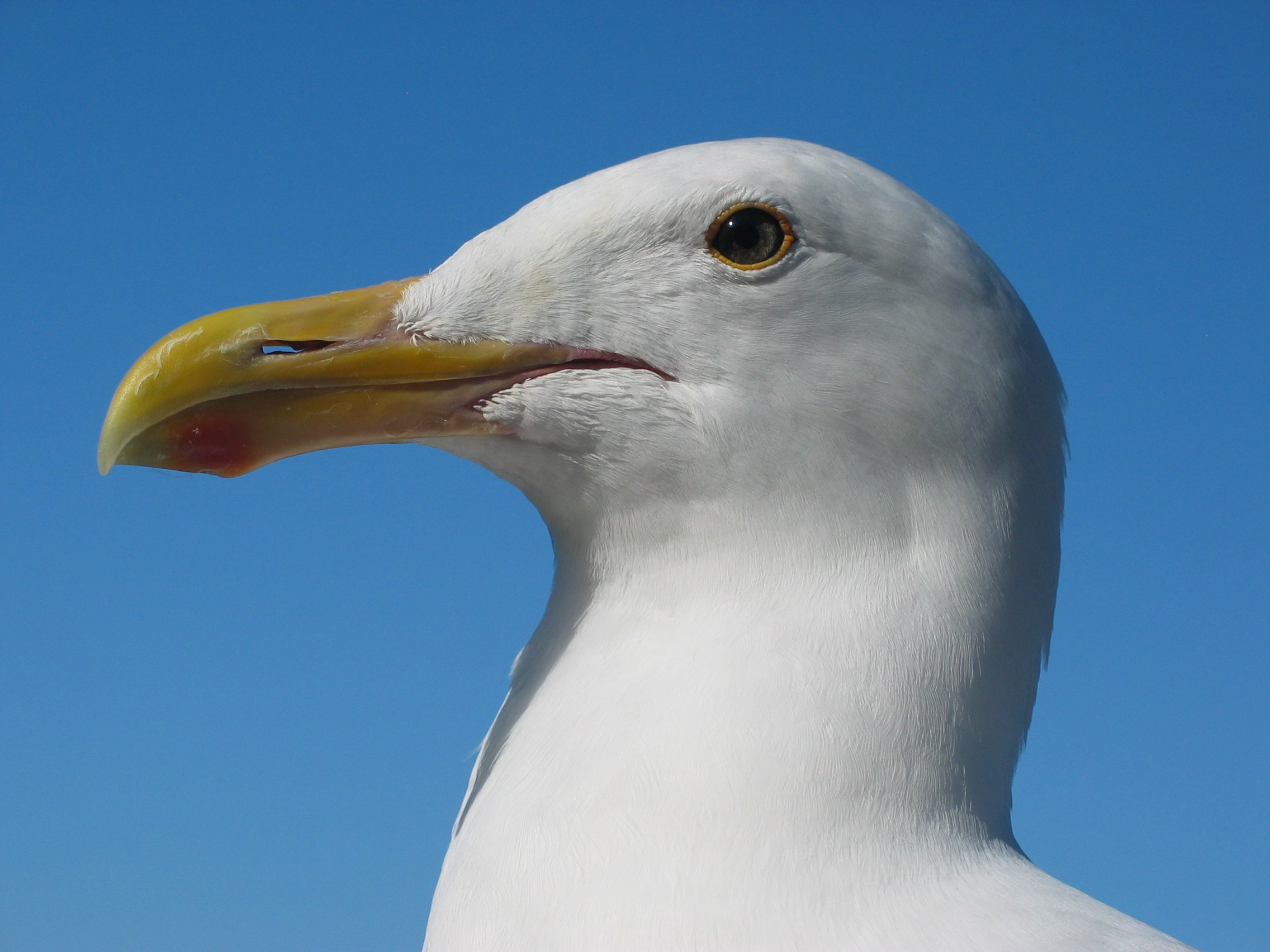
西美鷗的頭部近鏡。

西美鷗是大型的海鷗，長約60厘米。頭部及身體呈白色，雙翼灰色。喙黃色，近端有紅點。牠們的外觀像大黑脊鷗。在牠們北面的分佈地與大白頭鷗形成雜交地帶。

## 行為

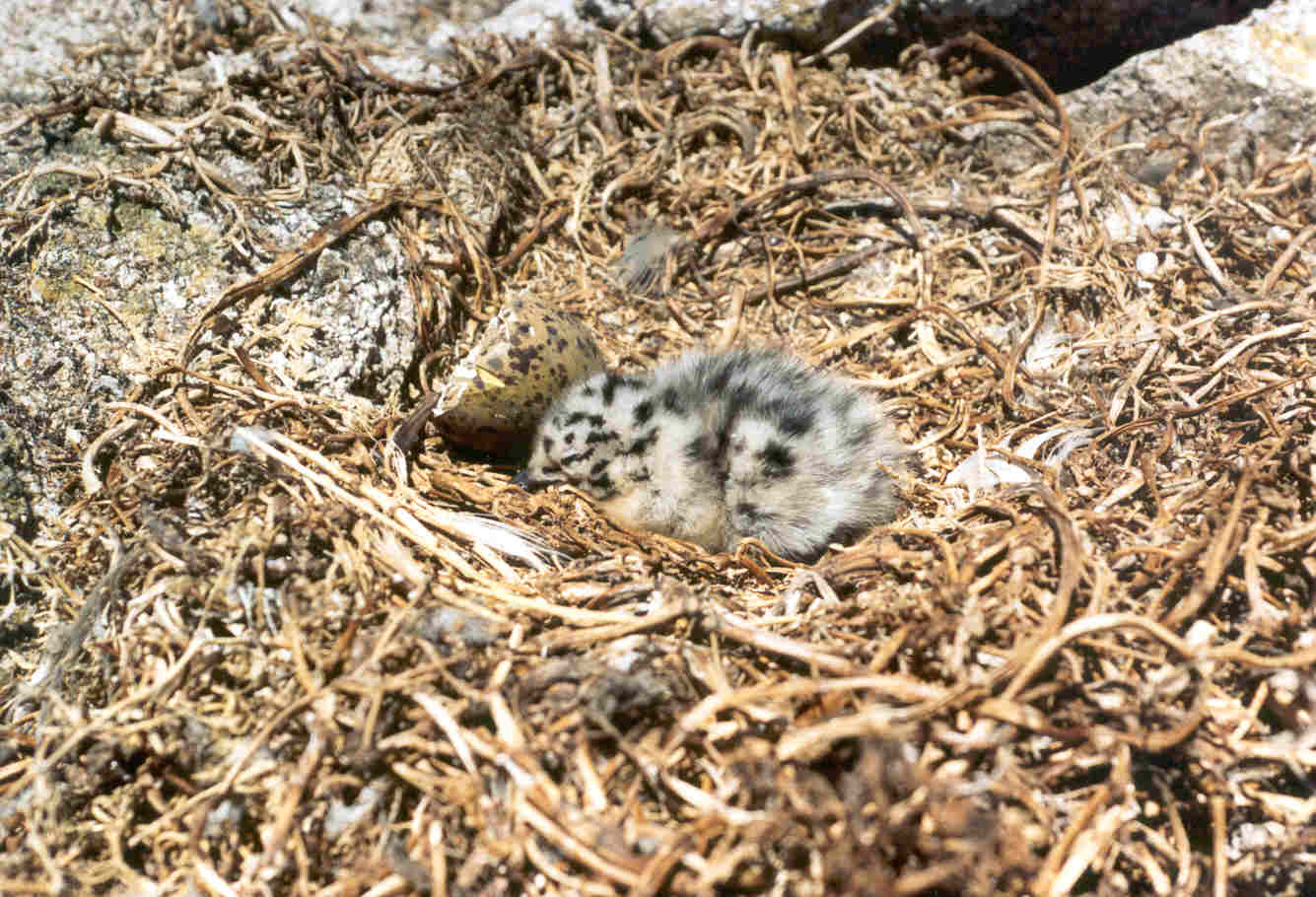
雛生西美鷗。

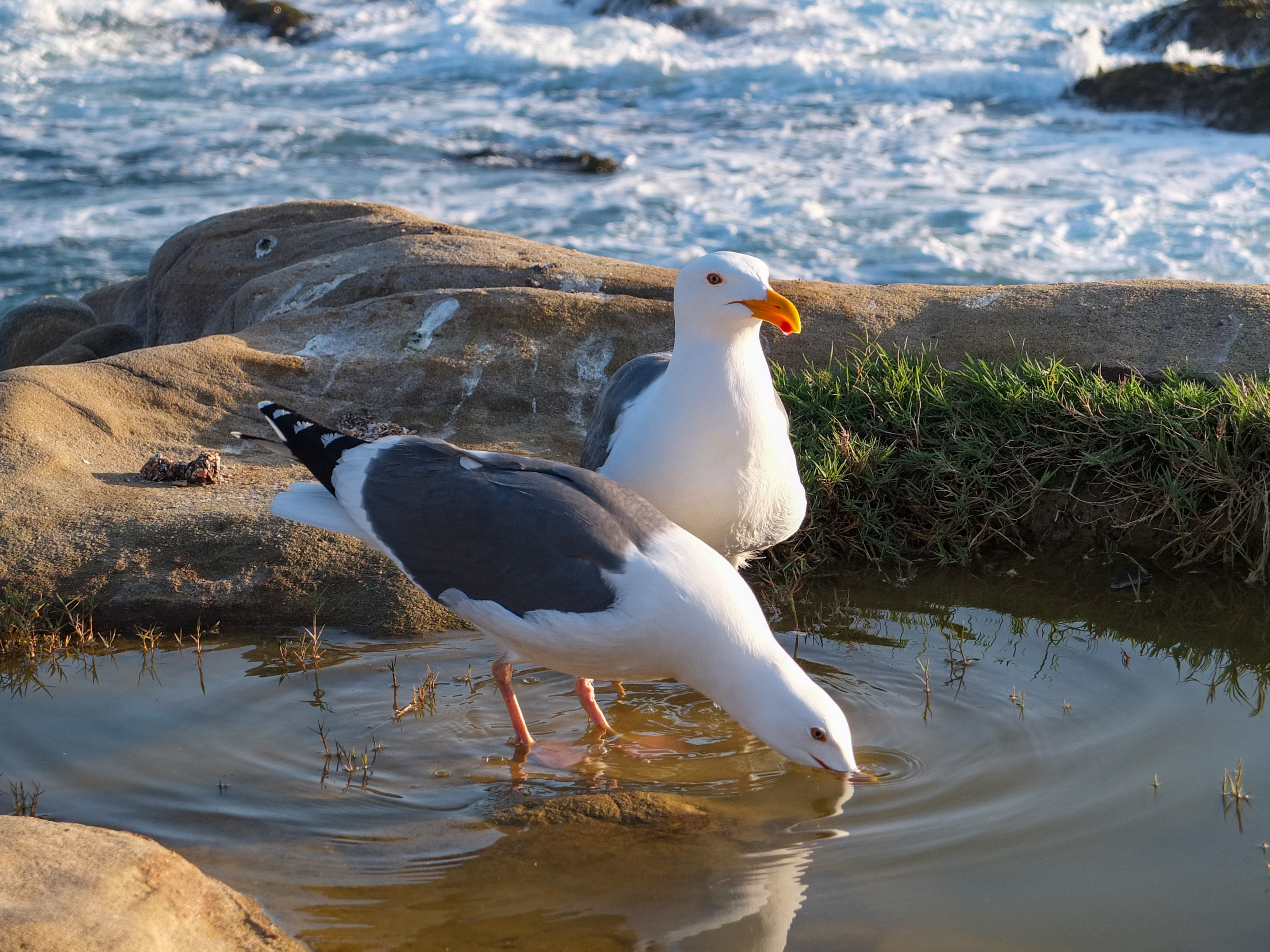
ㄧ對鷗

西美鷗主要在近海生活，很少會出現在內陸上。牠們在離岸或河口的島上築巢，在三藩市灣的惡魔島亦可見牠們的蹤跡。牠們會主動地保護自己的領地，而領地的邊界每年會不斷改變。牠們的壽命一般長達15年，最老的可以達25歲以上。
西美鷗會在領地內以植物築巢，每次產3隻蛋。蛋須一個月時間來孵化。雛鳥會留在領地內直至換羽。若雛鳥誤入其他西美鷗的領地，有可能會遭殺害。雛鳥的死亡率很高，平均只有1隻雛鳥能生存到換羽。有時走失的雛鳥會被其他西美鷗所收養。
西美鷗主要在遠洋區及潮間帶覓食。在海中，牠們會吃魚類及無脊椎動物，如磷蝦、魷魚及水母。牠們不能潛水，只在海面上覓食。在陸上牠們會吃海豹及海獅的屍體，與及海扇、帽貝及蝸牛。牠們亦會在垃圾堆填區尋找食物，或是吃人餵飼的食物。西美鷗有時會充滿掠食性的，會吃其他種的雛鳥，甚至成鳥。

## 與人類關係

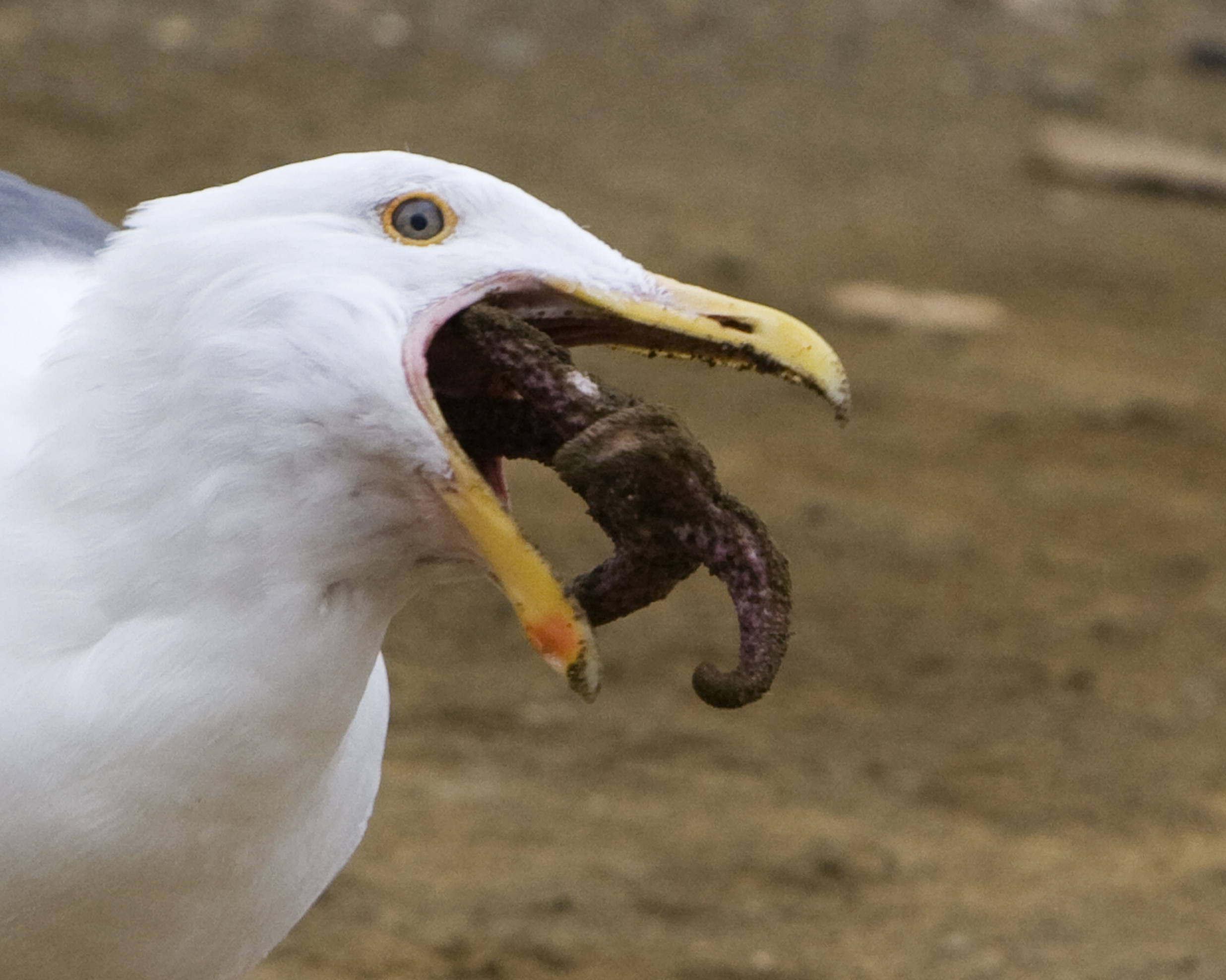
正在舌食海星的西美鷗。

西美鷗現時並非受到威脅。不過牠們的分佈地很有限。於19世紀在三藩市因採集鳥蛋的緣故，其數量大幅下降。西美鷗的領地亦因開發為燈塔，或如惡魔島般成為監獄而受到破壞。不過隨著燈塔的自動化，與及該監獄的棄置，令牠們重獲一些棲息地。牠們現時最受厄爾尼諾現象及油污等問題所影響。
西美鷗在保護自己的領地時是很主動的，故被反指是一種威脅。